# Rinuncia all'ufficio di romano pontefice

La basilica nell'emblema della Santa Sede durante la sede vacante.

La rinuncia all'ufficio di romano pontefice o rinuncia al munus petrino o rinuncia papale (in latino renuntiatio muneris) è un istituto giuridico previsto dal codice di diritto canonico che regola le modalità di cessazione di un papa dal proprio ufficio per dimissioni volontarie; essa costituisce l'unica altra causa di cessazione oltre alla morte del pontefice. In questa circostanza, il codice di diritto canonico evita di utilizzare l'espressione "abdicazione" o "dimissione", e utilizza il verbo "rinunciare".

## Abdicazioni e rinunce nella storia
Si tratta di un evento molto raro: oltre a quello di Benedetto XVI (28 febbraio 2013), nella storia del papato vi sono stati pochi altri casi di cessazione per rinuncia; per quelle dei papi Ponziano (28 settembre 235), Silverio (11 marzo 537), Benedetto IX (1º maggio 1045), Gregorio VI (20 dicembre 1046), Celestino V (13 dicembre 1294) e Gregorio XII (4 luglio 1415) esistono fonti certe, mentre per quanto riguarda le rinunce di Clemente I (97), Marcellino (25 ottobre 304) e Giovanni XVIII (giugno 1009) la cronologia cattolica si affida alla tradizione.
Più precisamente le motivazioni furono le seguenti:
- Papa Ponziano si dimise perché condannato ad metalla, cioè ai lavori forzati, nelle miniere in Sardegna da Massimino il Trace;
- Papa Silverio fu spogliato del suo abito episcopale nel 537 e condannato all’esilio nell’isola di Ponza;
- Agli inizi del 1045, papa Benedetto IX fu cacciato da Roma e sostituito da papa Silvestro III; quindi con l'aiuto della sua famiglia e dei Crescenzi il 10 aprile 1045 tornò Papa per poi vendere, per 2000 librae, la dignità pontificale al presbitero Giovanni Graziano, suo padrino, che così divenne papa Gregorio VI; in seguito fu anche dichiarato decaduto e scomunicato;
- Papa Gregorio VI, su pressioni dell'Imperatore del Sacro Romano Impero Enrico III di Franconia, fu invitato a confessare l'acquisto del Papato e ad abdicare dopo appena un anno;
- Papa Celestino V, inesperto nella gestione amministrativa della Chiesa (era stato monaco per tutta la vita), rinunciò il 13 dicembre 1294 con una bolla, che si dice fosse redatta dal cardinale Benedetto Caetani, che gli successe col nome di papa Bonifacio VIII;
- Papa Gregorio XII il 4 luglio 1415 rinunciò all'ufficio di Romano pontefice al fine di ratificare, per intervento dell'Imperatore del Sacro Romano Impero Sigismondo di Lussemburgo, con il Concilio di Costanza la fine dello Scisma Avignonese d'Occidente[5].
- Papa Benedetto XVI decise di rinunciare al soglio pontificio per via dell'età avanzata e delle forze personali ritenute da lui stesso non più adeguate all'esercizio del ministero petrino. In un'intervista rilasciata alla TV pubblica bavarese Bayerischer Rundfunk nel gennaio del 2020, il segretario particolare del papa emerito, monsignor Georg Gänswein, ha confermato che la decisione della rinuncia da parte di Benedetto XVI maturò al termine di un lungo periodo di preghiera e meditazione; l'intervento ha chiarito anche che le dimissioni non sono mai state per Joseph Ratzinger oggetto di rimpianti e ripensamenti.[6]

## Nel diritto canonico

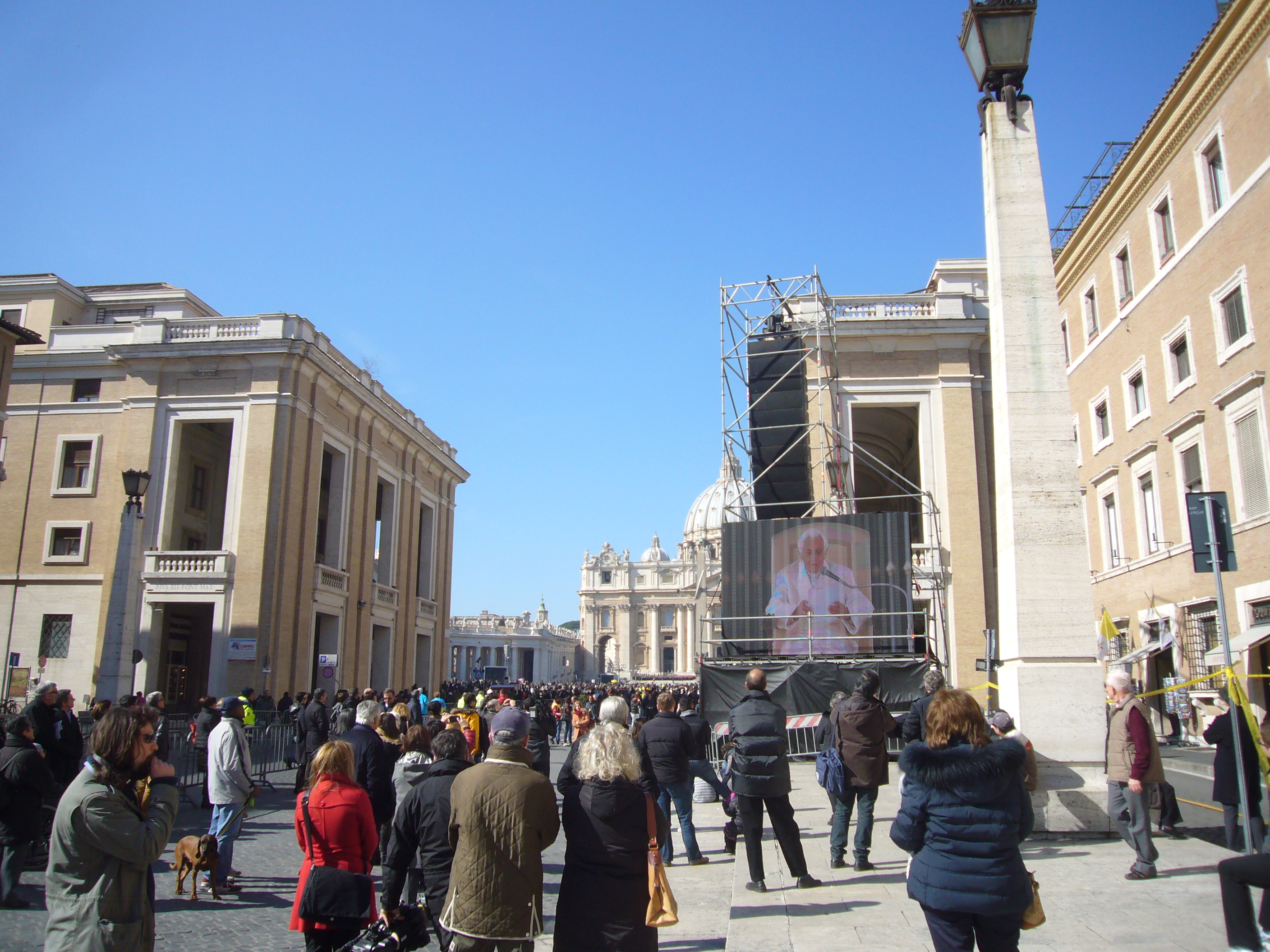
27 febbraio 2013: Benedetto XVI parla della sua rinuncia, sui megaschermi di Piazza San Pietro, durante l'ultima udienza pubblica.

Nel XII secolo i giuristi cominciarono a porsi il problema dell'ammissibilità di una rinuncia al papato, cercando di distinguere le eventuali cause legittime da quelle inammissibili, e ponendo anche il problema dell'inesistenza di un superiore gerarchico nelle cui mani il papa in carica potesse rassegnare le dimissioni.
Il giurista Giovanni Bassiano sosteneva che la rinuncia fosse ammissibile in due casi: nel desiderio di dedicarsi esclusivamente alla vita contemplativa e nel caso di impedimenti fisici dovuti a malattia e a vecchiaia: «Posset papa ad religionem migrare aut egritudine vel senectute gravatus honori suo cedere».
Il canonista Uguccione da Pisa confermava le osservazioni di Bassiano precisando che la rinuncia non doveva comunque danneggiare la Chiesa e doveva essere pronunciata di fronte ai cardinali o a un concilio di vescovi.
Le decretali di papa Gregorio IX, pubblicate nel Liber Extra del 1234, precisavano altre cause di rinuncia: oltre alla debilitazione fisica, veniva rintracciata l'inadeguatezza del papa per defectus scientiae, nell'aver commesso delitti, nell'aver dato scandalo («quem mala plebs odit, dans scandala cedere possit») e nell'irregolarità della sua elezione, ma si escludeva quale legittimo motivo di rinuncia il desiderio di condurre una vita religiosa, il cosiddetto zelum melioris vitae, già ritenuto ammissibile dai canonisti.
Nell'immediatezza della rinuncia di papa Celestino V, altri interventi di canonisti, come il francescano Pietro di Giovanni Olivi e i teologi della Sorbona Godefroid de Fontaines e Pierre d'Auvergne, avallarono la decisione del papa abruzzese, mentre i cardinali nemici di Bonifacio VIII, Giacomo e Pietro Colonna, presentarono nel 1297 tre memoriali intesi a dimostrare l'illegittimità della rinuncia di Pietro da Morrone. Contro la rinuncia di Celestino si espressero anche Iacopone da Todi e Ubertino da Casale, il quale nel 1305 la giudicò una horrenda novitas, avendo favorito le successioni degli «anticristi» Bonifacio VIII e Benedetto XI.
Successivamente alla rinuncia di Celestino V, fu papa Bonifacio VIII a eliminare ogni condizione ostativa e a stabilire l'assoluta libertà del pontefice in carica a rinunciare al papato, emanando la decretale Quoniam aliqui:
(Decretale Quoniam aliqui, Liber Sextus, Papa Bonifacio VIII, 1294)
Tale norma fu recepita anche dal Codex Iuris Canonici del 1917, nel canone 221, secondo il quale la validità delle dimissioni del pontefice non è condizionata o sottoposta all'assenso dei cardinali o di altri.
((LA) Codice di diritto canonico del 1917 di papa Benedetto XV (PDF), su internetsv.info.)
Il Codice di diritto canonico (Codex Iuris Canonici) del 1983 contempla la rinuncia all'ufficio di romano pontefice al secondo comma del can. 332:
(Codice di diritto canonico, Libro II, Can. 332, secondo comma)
Una disposizione analoga è contenuta al secondo comma del can. 44 del Codice dei canoni delle Chiese orientali (Codex Canonum Ecclesiarum Orientalium), che recita:
(Codice dei canoni delle Chiese orientali, can. 44, secondo comma)
I cann. 187 e 189 del Codice di diritto canonico disciplinano invece in generale i casi di rinuncia agli uffici canonici, e recitano:
I canoni non specificano tuttavia quale sia l'autorità alla quale il pontefice debba manifestare la propria rinuncia, ma alcuni commentatori, hanno suggerito che nel caso di rinuncia pontificia, l'autorità alla quale presentare la rinuncia sia il Collegio cardinalizio, in quanto autorità investita della nomina del nuovo pontefice. Ciò è ad esempio accaduto al momento della rinuncia di Benedetto XVI, annunciata in concistoro.

## Cronotassi delle rinunce pontificie
| #   | Nome pontificale | Stemma | Inizio pontificato                                        | Fine pontificato                                                               | Nome secolare                   | Luoghi di nascita e sepoltura                                               |
| --- | ---------------- | ------ | --------------------------------------------------------- | ------------------------------------------------------------------------------ | ------------------------------- | --------------------------------------------------------------------------- |
| 4   | Clemente I       |        | 88                                                        | 97 (dubbia: rinuncia tramandata dalla tradizione)                              |                                 | Roma, Impero romano; Basilica di San Clemente al Laterano, Roma             |
| 18  | Ponziano         |        | 21 luglio 230                                             | 28 settembre 235                                                               |                                 | Roma, Impero romano; Catacombe di San Callisto, Roma                        |
| 29  | Marcellino       |        | 30 giugno 296                                             | 25 ottobre 304 (dubbia: rinuncia dedotta dal confronto di due opere medievali) |                                 | Roma, Impero romano; Catacombe di Priscilla, Roma                           |
| 58  | Silverio         |        | 8 giugno 536                                              | 11 marzo (11 novembre) 537                                                     |                                 | Frosinone; Isola di Palmarola, Ponza, LT                                    |
| 141 | Giovanni XVIII   |        | 25 dicembre 1003                                          | giugno 1009 (dubbia: rinuncia menzionata solo in due opere medioevali)         | Giovanni Fasano                 | Roma, Stato Pontificio; Basilica di San Pietro, Roma                        |
| 147 | Benedetto IX     |        | 1º: 1º gennaio 1033 2º: 10 marzo 1045 3º: 8 novembre 1047 | 1º: 13 gennaio 1045 2º: 1º maggio 1045 3º: 17 luglio 1048                      | Teofilatto dei Conti di Tuscolo | Roma, Stato Pontificio; ?                                                   |
| 148 | Gregorio VI      |        | 5 maggio 1045                                             | 20 dicembre 1046                                                               | Giovanni Graziano               | Roma, Stato Pontificio; ?                                                   |
| 192 | Celestino V      |        | 5 luglio 1294                                             | 13 dicembre 1294                                                               | Pietro Angeleri                 | Molise, Regno di Sicilia; Basilica di Santa Maria di Collemaggio, L'Aquila  |
| 205 | Gregorio XII     |        | 30 novembre 1406                                          | 4 luglio 1415                                                                  | Angelo Correr                   | Venezia, Repubblica di Venezia; Concattedrale di San Flaviano, Recanati, MC |
| 265 | Benedetto XVI    |        | 19 aprile 2005                                            | 28 febbraio 2013                                                               | Joseph Aloisius Ratzinger       | Marktl, Germania; Città del Vaticano                                        |

C'è inoltre il caso dubbio di Liberio: alcuni storici hanno ipotizzato che egli avesse abdicato nel 365 al momento del suo esilio per poter comprendere il motivo dell'instaurazione dell'antipapa Felice II, ariano, ma secondo il Liber Pontificalis egli rimase in carica fino alla morte, anche durante il suo esilio.

## Rinunce condizionali non attuate
- Pio VII (14 marzo 1800 - 20 agosto 1823). Nel 1804, poco prima di partire per Parigi per incoronare Napoleone, Pio VII firmò un documento di rinuncia che avrebbe avuto effetto se fosse stato imprigionato in Francia.[43]
- Pio XII (2 marzo 1939 - 9 ottobre 1958). Durante la seconda guerra mondiale, papa Pacelli stilò un documento in cui ordinava che la sua abdicazione entrasse in vigore immediatamente se fosse stato rapito dai nazisti, come si pensava probabilmente nell'agosto del 1943. Si pensava che il Collegio cardinalizio sarebbe evacuato in un paese neutrale, forse il Portogallo, e lì avrebbe eletto il suo successore.[44]
- Paolo VI (21 giugno 1963 - 6 agosto 1978). Secondo il cardinale Giovanni Battista Re, papa Montini aveva scritto due lettere alla fine degli anni '60 o '70, molto prima della sua morte, in previsione di una malattia invalidante. Una lettera era indirizzata al Collegio cardinalizio e l'altra al Segretario di Stato, il cui nome non era specificato. Giovanni Paolo II le ha mostrate a Re e nel 2003 sono state mostrate al cardinale Joseph Ratzinger, futuro papa Benedetto XVI.[45][46] Nel 2018 fu pubblicata la lettera di Paolo VI datata 2 maggio 1965 e indirizzata al decano del Collegio cardinalizio, nella quale aveva scritto che "In caso di infermità, che si ritiene incurabile o di lunga durata e che ci impedisce di esercitare sufficientemente le funzioni del nostro ministero apostolico, o nel caso di un altro impedimento grave e prolungato", avrebbe rinunciato al suo ufficio "sia come vescovo di Roma che a capo della stessa santa Chiesa cattolica".[47][48]
- Giovanni Paolo II (16 ottobre 1978 - 2 aprile 2005) scrisse 2 lettere, mai pubblicate, nel corso del suo pontificato: nel 1989 una lettera al collegio cardinalizio offrendosi di abdicare se fosse diventato incapace e nel 1994 un altro documento, che inizialmente pianificò di rendere pubblico, nel quale spiegava che non poteva abdicare solo per l'età, come gli altri vescovi sono tenuti a fare, ma solo "in presenza di una malattia incurabile o di un impedimento" e quindi sarebbe rimasto in carica.[49][50] Nel suo testamento, scritto nel 2000, pregò Dio affinché "mi aiutasse a riconoscere per quanto tempo avrei dovuto continuare questo servizio", suggerendo che la rinuncia era possibile.[51] Nelle settimane precedenti la sua morte, il 2 aprile 2005, c'era stata una speculazione della stampa secondo cui Giovanni Paolo II avrebbe potuto abdicare a causa delle sue condizioni di salute.[52]
- Francesco (13 marzo 2013 - 21 aprile 2025) nel dicembre del 2022 aveva reso noto di aver firmato, già pochi mesi dopo la sua elezione, la rinuncia al ministero petrino in caso di grave e comprovata incapacità sopravvenuta per motivi di salute, e di averla consegnata nelle mani dell'allora cardinale segretario di Stato Tarcisio Bertone.[53][54]